# Kensal Green (Metropolitano de Londres)
Kensal Green é uma estação de intercâmbio servida pelos serviços da Bakerloo line do Metrô de Londres e pelo London Overground em Kensal Green. Ela está localizada na College Road, perto do cruzamento com a Harrow Road. A estação fica em um corte com um túnel na extremidade oeste. Fica a cerca de 0,5 milhas (750 m) de distância da rota da antiga estação de Kensal Rise, localizada no London Overground a nordeste da estação.

## História
A estação foi inaugurada em 1 de outubro de 1916 na nova linha Watford DC eletrificada que corre paralela ao lado norte dos trilhos existentes da London and North Western Railway (LNWR) de Euston a Watford.